# 오트비다베리시

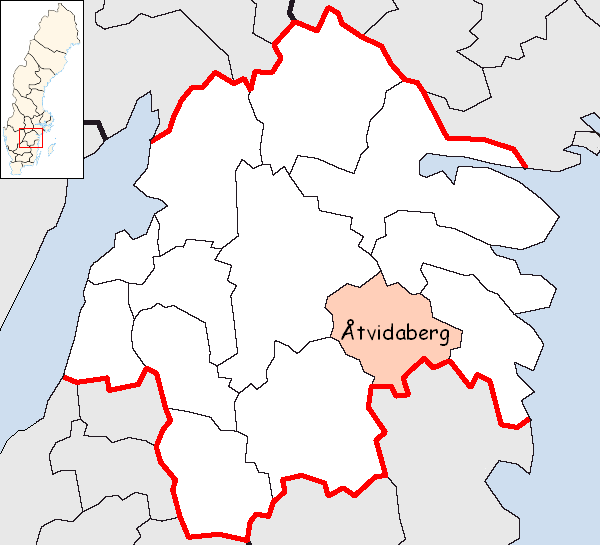
오트비다베리 시의 위치

오트비다베리시(스웨덴어: Åtvidabergs kommun)는 스웨덴 외스테르예틀란드주에 위치한 지방 자치체로 행정 중심지는 오트비다베리이며 면적은 780.27km2, 인구는 11,617명(2016년 12월 31일 기준), 인구 밀도는 15명/km2이다.

시 문장